# Любешівська районна рада
Любешівська районна рада — районна рада Любешівського району Волинської області, з адміністративним центром в смт Любешів.
Любешівській районній раді підпорядковані 1 селищна і 20 сільських рад, до складу яких входять 47 населених пунктів: 1 селище міського типу Любешів та 46 сіл.
Населення становить 35,7 тис. осіб. З них 5,6 тис. (15,7%) — міське населення, 30,1 тис. (84,3%) — сільське.

## Керівний склад ради
Загальний склад ради: 42 депутати.
- Голова — Нагорний Петро Никонович, 1966 року народження, обраний 26 лютого 2014 р.

## Фракції депутатів у районній раді
(Станом на 1 липня 2010 року)
| Фракція                                                | Кількість депутатів |
| Комуністична партія України                            | 13                  |
| Всеукраїнське об'єднання «Батьківщина»                 | 9                   |
| Партія регіонів                                        | 6                   |
| Народна партія                                         | 5                   |
| Політична партія «Наша Україна»                        | 4                   |
| Політична партія «Сильна Україна»                      | 2                   |
| Селянська партія України                               | 1                   |
| Партія «Національно-демократичне об'єднання "Україна"» | 1                   |
| Українська Народна Партія                              | 1                   |
| Всього                                                 | 42                  |